# A sări ca prostul din baie
A sări ca prostul din baie este o expresie în limba română care desemnează un fraier.
Originea expresiei este următoarea:
Un pișicher pus pe farse a strigat, în fața celebrelor băi comunale Grivița, că vine cutremurul.
Prinzând ridicolul situației, toți cei aflați la baie și-au văzut de treabă, mai puțin un bărbat care a ieșit, în pielea goală, din clădirea băilor.
Devenind motivul de distracție al celor aflați prin zonă, așa cum se afla gol pușcă, a încercat să-și facă dreptate luându-l la bătaie pe anunțătorul cutremurului.
Replica, în apărarea acestuia, a rămas celebră: „Ce să-ți fac, dacă ai sărit ca prostul din baie!”.